# Нисевич, Нина Ивановна
Ни́на Ива́новна Нисе́вич (16 декабря 1911, Ярославль — 30 октября 2008, Москва) — советский и российский педиатр, доктор медицинских наук, академик АМН СССР (1974) и РАМН.

## Биография
После окончания в 1934 году 2-й МГМИ работала врачом-педиатром в Свердловской области, в Орехово-Зуеве, в Ярославле.
В 1943—1989 годах — преподаватель во 2-м МГМИ, ассистент, доцент, профессор, декан педиатрического факультета, заведующая кафедрой детских инфекционных болезней (1952—1989).
В течение нескольких лет она была Главным педиатром Министерства здравоохранения СССР, Главным педиатром 4-го Главного управления Министерства здравоохранения СССР, главным редактором журнала «Вопросы охраны материнства и детства», членом пленума ВАК, членом Комитета советских женщин.
Похоронена в Москве на Кунцевском кладбище.

## Научные труды
Является автором около 300 научных трудов, в том числе 16 монографий. Наиболее значимыми являются
- Руководство по желудочно-кишечным заболеваниям у детей (1969)
- Круп у детей (1973)
- Инфекционный мононуклеоз у детей (1975)
- Математические методы в клинической практике (1980)
- Болезни печени у детей (1981)
- Тяжелые и злокачественные формы вирусного гепатита у детей (1982)
- Учебник «Инфекционные болезни у детей» (1985, 1990, 2006)
- Вирусные гепатиты (1994)
- Вирусные гепатиты от А до TTV (2003)

## Награды
- медаль «За доблестный труд в ВОВ»
- два ордена «Знак почёта» (1961, 1978)
- орден Трудового Красного Знамени (1971)
- орден Ленина (1986)
- почетный знак «За заслуги Медицинского центра Управления делами Президента РФ» (2001)
- медаль «60 лет Победы в ВОВ»
- медаль ордена «За заслуги перед Отечеством»